# Stempel lustrzany (numizmatyka)
Stempel lustrzany – określenie odnoszące się do bicia monety w sposób pozwalający na osiągnięcie estetycznego efektu idealnie wypolerowanego, lustrzanego tła i matowego rysunku.  Stempel lustrzany w innych językach nazywany jest
- Proof lub Mirror Stamp (ang.) lub
- PP (Polierte Platte – niem.)[2].

Stempel lustrzany nie jest jedynie efektem bicia monety odpowiednio dopracowaną wersją zwykłego stempla menniczego, a wynikiem złożonego procesu. Jako materiał wyjściowy wykorzystywane są wyselekcjonowane krążki, poddawane dodatkowemu czyszczeniu, polerowaniu i politurowaniu. Stempel menniczy jest również polerowany, jego rysunek wytrawiany kwasem, a sama technika bicia przewiduje kilkakrotne uderzenie stempla i zwiększony nacisk prasy w porównaniu z procesem stosowanym do bicia monet obiegowych.
Pojęcie stempel lustrzany do monet bitych przed II wojną światową oznacza najczęściej efekt bicia monety polerowanym stemplem, czasami również, choć nie zawsze, na polerowanych krążkach. W przedwojennych źródłach, w odniesieniu do monet próbnych (nieobiegowych) używane były określenia:
- moneta bita szczególnie staranną technologią,
- stempel polerowany,
- stempel połyskowy[3].

Niekiedy współczesne monety bite są z wykorzystaniem jedynie polerowanego stempla menniczego. W takich przypadkach w katalogach pojawia się często określenie moneta bita stemplem poprawionym a w literaturze obcojęzycznej Proof-like (ang.) czy Spiegelglanz (niem.).
W pewnym stopniu podobny do stempla lustrzanego efekt estetyczny, czyli połyskowe tło i matowy rysunek, uzyskuje się przy biciu monet obiegowych na zwykłych krążkach świeżymi stemplami z początku procesu bicia monety. W takich przypadkach w katalogach pojawia się czasami określenie moneta wyselekcjonowana.
W języku codziennym wśród kolekcjonerów lustrzanka oznacza monetę wybitą stemplem lustrzanym.